# Ryuji Tabuchi
Pour les articles homonymes, voir Tabuchi.
Ryuji Tabuchi (田渕 龍二, Tabuchi Ryuji) est un footballeur japonais né le 16 février 1973.

## Résultats
| Résultats club | Résultats club         | Résultats club  | Ligue        | Ligue  | Coupe du Japon | Coupe du Japon | Coupe de la ligue           | Coupe de la ligue           | Total        | Total |
| Saison         | Club                   | League          | Matchs joués | Buts   | Matchs joués   | Buts           | Matchs joués                | Buts                        | Matchs joués | Buts  |
| Japan          | Japan                  | Japan           | League       | League | Coupe du Japon | Coupe du Japon | Coupe de la Ligue japonaise | Coupe de la Ligue japonaise | Total        | Total |
| -------------- | ---------------------- | --------------- | ------------ | ------ | -------------- | -------------- | --------------------------- | --------------------------- | ------------ | ----- |
| 1991-1992      | Otsuka Pharmaceuticals | JSL Division 1  | 29           | 0      |                |                | 1                           | 0                           | 30           | 0     |
| 1992           | Otsuka Pharmaceuticals | Football League | 15           | 0      | 0              | 0              | -                           | -                           | 15           | 0     |
| 1993           | Otsuka Pharmaceuticals | Football League | 9            | 1      | 1              | 0              | -                           | -                           | 10           | 1     |
| 1994           | Otsuka Pharmaceuticals | Football League | 27           | 1      | 1              | 0              | -                           | -                           | 28           | 1     |
| 1995           | Otsuka Pharmaceuticals | Football League | 14           | 0      | 0              | 0              | -                           | -                           | 14           | 0     |
| 1996           | Otsuka Pharmaceuticals | Football League | 19           | 0      | 3              | 0              | -                           | -                           | 22           | 0     |
| 1997           | Consadole Sapporo      | Football League | 29           | 1      | 3              | 0              | 6                           | 0                           | 38           | 1     |
| 1998           | Consadole Sapporo      | J. League 1     | 31           | 0      | 3              | 0              | 4                           | 0                           | 38           | 0     |
| 1999           | Consadole Sapporo      | J. League 2     | 35           | 1      | 3              | 0              | 2                           | 0                           | 40           | 1     |
| 2000           | Consadole Sapporo      | J. League 2     | 36           | 1      | 3              | 0              | 2                           | 0                           | 41           | 1     |
| 2001           | Consadole Sapporo      | J. League 1     | 29           | 0      | 0              | 0              | 2                           | 0                           | 31           | 0     |
| 2002           | Consadole Sapporo      | J. League 1     | 10           | 0      | 0              | 0              | 6                           | 0                           | 16           | 0     |
| 2003           | Vissel Kobe            | J. League 1     | 13           | 0      | 0              | 0              | 3                           | 0                           | 16           | 0     |
| Pays           | Japon                  | Japon           | 296          | 5      | 17             | 0              | 26                          | 0                           | 339          | 5     |
| Total          | Total                  | Total           | 296          | 5      | 17             | 0              | 26                          | 0                           | 339          | 5     |